# Dengi János
Dengi János (Nagybánya, 1853. november 28. – Lugos, 1903. december 20.) gimnáziumi tanár, író, költő, tanfelügyelő.

## Életpályája
Középiskoláit Nagybányán és Szatmáron végezte el; magántanulóként Iglón érettségizett. Budapesten járt egyetemre. 1876–1880 között Debrecenben, 1880–1881 között Sopronban, 1881-től Lugoson volt gimnáziumi tanár. 1876–1877 között a Falusi Könyvtár szerkesztője volt Vass Jenővel. 1877–1878 között a Délibáb szerkesztőjeként dolgozott Debrecenben. 1879-ben szerzett tanári oklevelet. 1882-ben doktori oklevelet szerzett a budapesti egyetemen. 1892–1901 között a Krassó-Szörény vármegye tanfelügyelőjeként dolgozott.
Több verskötete, irodalomtörténeti és nyelvészeti tárgyú tanulmánya, valamint számos verstani és stilisztikai tankönyve jelent meg. Cikkei jelentek meg a következő lapokban: Vasárnapi Ujság, Magyarország és a Nagyvilág, Ország-Világ, Koszorú, Havi Szemle, Magyar Nyelvőr, Pesti Napló, Egyetértés, Fővárosi Lapok, Figyelő, Élet és Irodalom, Nagybánya és Vidéke, Szamos, Falusi Könyvtár és még számos folyóiratban.
Álnevei és betűjegyei: Argus (Délibáb 1877-79); D. J. (Magyar Szemle 1892); Don Januario (Magyar Szemle); Evelin (Délibáb 1877-79); Justus (Debrecen 1877-80); Karmay (Délibáb 1877-79); Pater Laurentius (Magyar Szemle 1891-); Rodrigo (Krassó-Szörényi Lapok. 1880-84).

## Művei
- Üdvözlet Schlauch Lőrincz püspök székfoglalóján 1873. okt. 2. Szatmár
- Munkács ostroma. Költői elbeszélés VI énekben (Debrecen, 1876)
- Költemények (Budapest, 1877)
- Üdvözlet Kardhordó Ambrus 50 éves tudori jubileumára (Debrecen, 1878)
- A csók könyve (Debrecen, 1878)
- Az ik-es igékről (Debrecen, 1879)
- A szép lányokról (Debrecen, 1879)
- Döme Károly (irodalomtörténeti értekezés, Debrecen, 1880)
- Páholydalok (Sopron, 1881)
- A kesergő szerelem. Himfy szerelmei első részének eredetisége (Temesvár, 1882)
- Magyar stilisztika. Középiskolák számára (Budapest, 1883) (Ism. Egyet. Philol. Közlöny)
- Olvasmányok a magyar stilisztikához (Budapest, 1884)
- Magyar verstan (Budapest, 1884)
- A bányatiszt (dráma 3 felvonásban, Kolozsvár, 1885)
- A nagybárdú Botond. A hires magyar vezér historiája (Budapest, 1887) (Magyar Mesemondó 20.)
- Alföldi nóták (Budapest, 1889)
- Szerkesztéstan olvasmányokkal (Budapest, 1890)
- Tanügyi dolgozatok a középiskolai nevelés és oktatás köréből (Budapest, 1890)
- Rhetorika. A prózai irásművek elmélete, olvasmányokkal és magyarázatokkal középiskolák számára (Budapest, 1890)
- Újabb költemények 1872–92 (Budapest, 1892)